# Памятник Максиму Танку
Памятник Максиму Танку — первый в Беларуси памятник поэту Максиму Танку. Открыт 5 декабря 2014 года в Мяделе у Городского дома культуры на площади Шаранговича.
Конкурс на создание эскизных проектов памятника был объявлен в 2012 году к 100-летию со дня рождения великого поэта.

## Описание
Памятник создан по проекту скульпторов Ивана Миско и Александр Финского и архитектора Армена Сардарова. Бронзовая фигура поэта в полный рост будет установлена на гранитном постаменте высотой один метр. Поэт изображен в движении: он как бы стремительно идет по мощеной дороге. Недалеко от него будет установлен валун с картушем в виде раскрытой книги, на котором будут выгравированы строки из стихотворения Максима Танка: «Ёсць адна песня песняў — пра Радзіму».